# Englers Buche

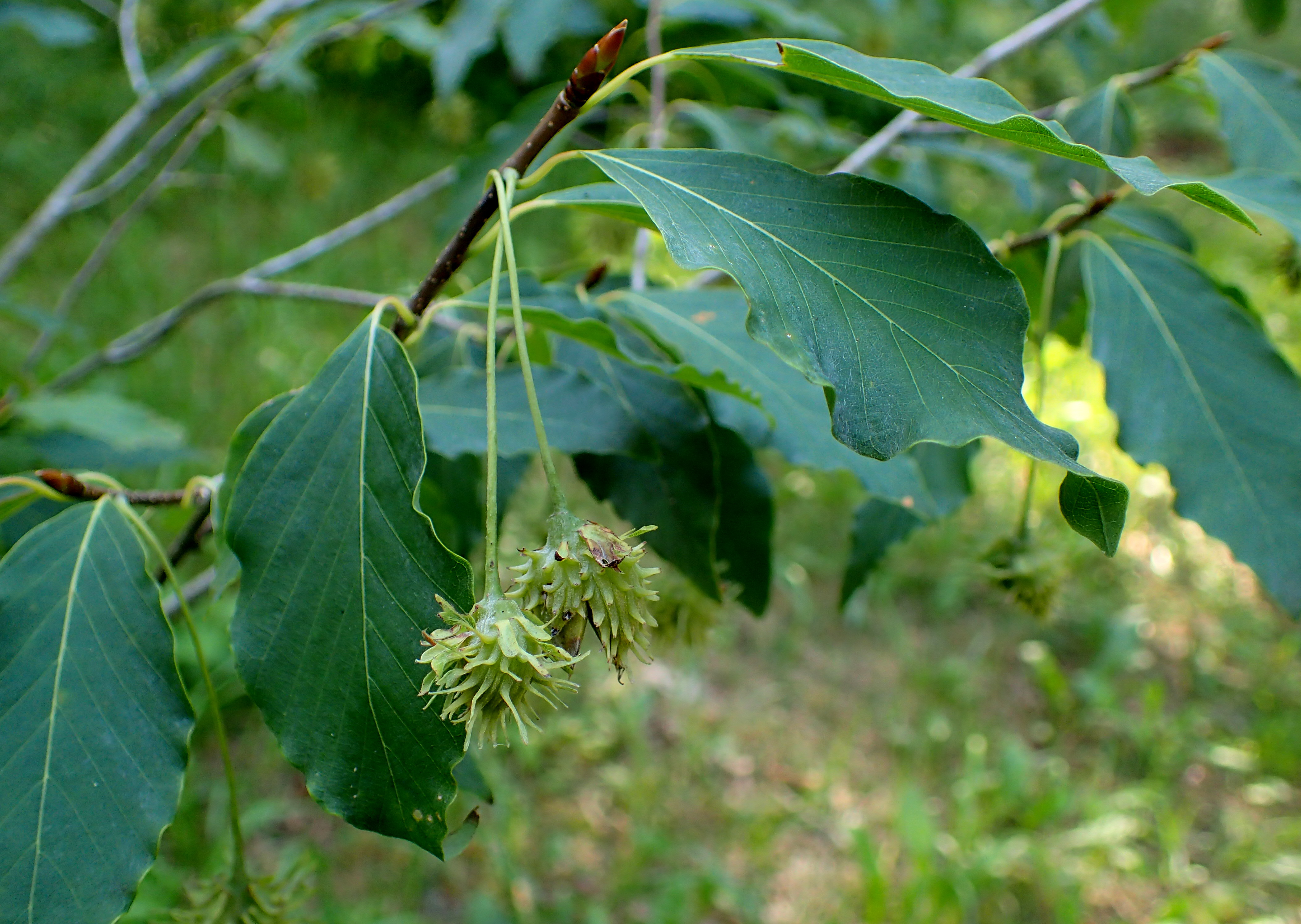
Blätter und junge Früchte

Englers Buche (Fagus engleriana) ist eine Pflanzenart aus der Gattung der Buchen (Fagus) in der Familie der Buchengewächse (Fagaceae). Ihr Verbreitungsgebiet liegt im Süden und Osten Chinas.

## Beschreibung
Englers Buche wächst als sommergrüner Baum der Wuchshöhen von bis zu 25 Metern erreichen kann. Der Stammdurchmesser erreicht über 55 Zentimeter.
Die kurz gestielten Laubblätter sind wechselständig an den Zweigen angeordnet. Der unbehaarte Blattstiel wird 0,5 bis 1,5 Zentimeter lang. Die einfache Blattspreite ist mit einer Länge von 5 bis 11 Zentimeter eiförmige bis verkehrt-eiförmig oder elliptisch, lanzettlich mit einer spitzen bis stumpfen Spreitenbasis sowie einer spitz zulaufende Spitze. Sie ist mit Ausnahme der auf der heller gefärbten Blattunterseite mehr oder weniger seidig behaarten Adern unbehaart. Von der Hauptader gehen auf jeder Seite 9 bis 14 Seitenadern ab, welche nach oben gebogen sind. Der Blattrand ist ganz und oft wellig.
Englers Buche ist einhäusig-getrenntgeschlechtig (monözisch). Die Blütezeit erstreckt sich von April bis Mai.
Die 1,5 bis 1,8 Zentimeter langen Fruchtbecher (Cupulae) stehen an einem 2 bis 7 Zentimeter langen Stiel. Die leicht hervorstehenden Bucheckern besitzen an der Spitze drei kleine Flügeln. Die Bucheckern reifen von August bis Oktober.

## Verbreitung und Standort
Das natürliche Verbreitungsgebiet von Englers Buche liegt in Süd- und Ost-China. Es umfasst dabei Anhui, Nord-Guangxi, Süd-Guizhou, Henan, Nordwest-Hubei,  Hunan, Shaanxi, Ost-Sichuan, Yunnan und Zhejiang.
Man findet sie in Höhenlagen von 1500 bis 2500 Metern. Sie besiedelt dort vor allem Laub- und Mischwäldern die an Berghängen wachsen.

## Systematik
Fagus engleriana wurde 1900 von Ludwig Diels in Botanische Jahrbücher für Systematik, Pflanzengeschichte und Pflanzengeographie, 29 (2), S. 285–28 erstbeschrieben. Den Namen schrieb er Karl Otto von Seemen zu. Ein Synonym für Fagus engleriana Seemen ist Fagus sylvatica var. chinensis Franchet.